# Gamofobia
Gamofobia é o medo de casamento, geralmente associado a traumas que se traduzem num medo persistente do matrimônio.